# Boys (fucile anticarro)

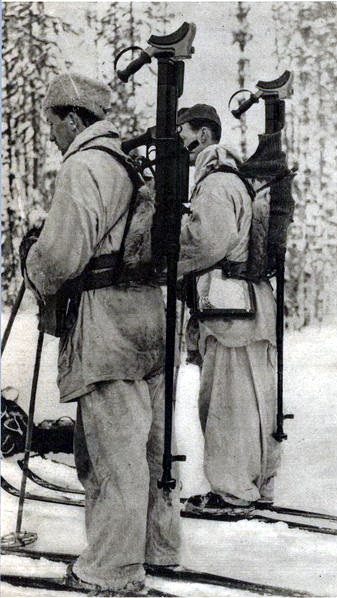
Volontari svedesi durante la Guerra d'inverno mentre trasportano dei fucili Boys sulle spalle

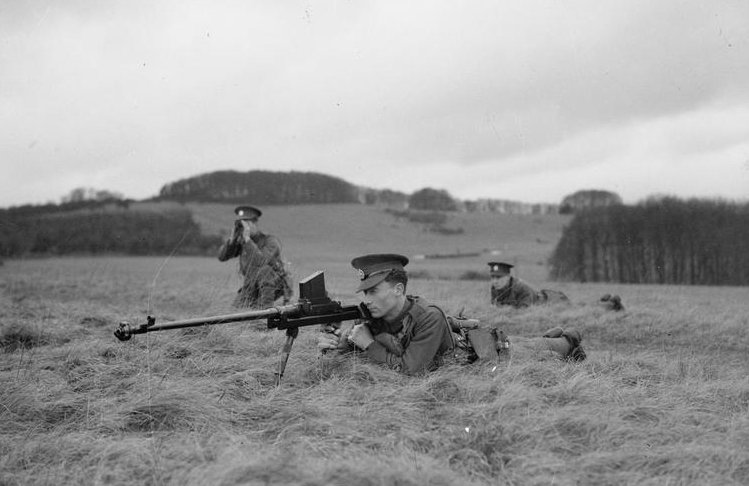
Soldato in addestramento

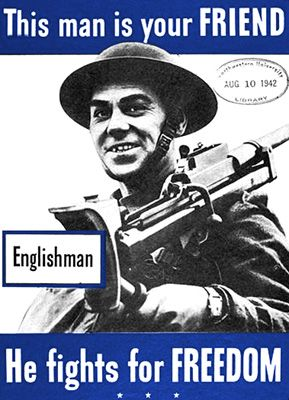
Poster di propaganda americana raffigurante un soldato inglese armato di Boys

Il Rifle, Anti-Tank, .55 in, Boys (più comunemente noto semplicemente come Boys Anti-tank Rifle) era un fucile anticarro britannico impiegato durante la Seconda guerra mondiale. Si guadagnò il nomignolo di Elephant Gun per le sue eccezionali dimensioni.
Vi furono tre varianti principali del Boys: la prima (Mk. I) aveva un freno di bocca circolare e un monopiede a T, la seconda (Mk. I* o II) prodotta principalmente in Canada aveva un freno di bocca quadrato e un bipiede classico a V, e un terzo modello fu sviluppato appositamente per le forze aviotrasportate e presentava una canna da 762 mm (contro i 920 dei modelli standard) e nessun freno di bocca. Anche le munizioni cambiarono nel corso del conflitto, offrendo una sempre migliore penetrazione (che rimase comunque molto al di sotto della soglia di adeguatezza) contro corazze sempre migliori.
Nonostante la comprovata efficacia contro carri leggeri e semicorazzati nelle prime fasi del conflitto, il Boys si rivelò del tutto inadeguato contro i carri pesanti tedeschi e fu gradualmente accantonato in favore del lanciagranate PIAT.

## Progettazione e sviluppo
Il fucile prende il nome dal suo creatore, il capitano H. C. Boys, membro dello Small Arms Committee e progettista alla Royal Small Arms Factory di Enfield. Inizialmente fu scelto il nome Stanchion ma fu deciso di dare all'arma il nome del suo creatore in segno di rispetto per la sua morte prematura avvenuta pochi giorni prima dell'entrata in servizio ufficiale dell'arma nel novembre 1937.
Si tratta di un fucile a otturatore girevole-scorrevole alimentato tramite caricatore dall'alto, dotato di bipiede e impugnatura verticale per l'uso. Per mitigare il rinculo del grosso proiettile .55 (13,9 mm) la canna era montata su una rotaia e sul bipiede venne montato un meccanismo di assorbimento dello shock che operava in congiunzione con un freno di bocca. Il fucile era stato progettato senza pensare troppo alla manutenzione e ad eventuali riparazioni e presentava numerose viti per l'assemblaggio che mettevano a dura prova le squadre di riparazione dell'esercito.
La munizione era un adattamento del .50 BMG americano con una palla da 47,6 g. Al momento della sua introduzione, l'arma era efficace contro 23,2 mm di corazzatura leggera a 91 m (100 iarde).
Due particolari cariche erano usate durante la guerra: la W Mk. 1 (60 g perforante a 747 m/s) e la W Mk. 2 (47,6 g perforante a 884 m/s). La Mk. 1 riusciva a penetrare 23,2 mm di corazzatura a 91 m (circa lo spessore delle corazzature laterali e di coda di un carro leggero). Il Mk. 2 presentava invece un nucleo in tungsteno ad alta penetrazione e garantiva quindi una buona penetrazione su distanze maggiori. L'efficacia dell'arma contro bersagli non corazzati era ovviamente di ottimo livello.
Nonostante gli accorgimenti per mitigare il rinculo, lo sparo si rivelava spesso doloroso, con frequenti strappi ai muscoli della spalla o addirittura contusioni. Per questo motivo non era frequente vedere l'arma azionata senza supporti. Spesso è possibile vedere il fucile montato come arma ausiliaria su veicoli per trasporto truppe e semicorazzati.

## Uso operativo
I Boys furono usati durante le prime fasi della guerra contro i carri leggeri tedeschi. Un gran numero di fucili furono forniti alla Finlandia tra il 1939 e il 1940 durante la Guerra d'inverno contro l'Unione Sovietica. I finlandesi apprezzarono l'arma, adottata col nome di 14 mm Pst Kiv/37, perché efficace contro i carri T-26 sovietici.
Sebbene utile contro i carri italiani in Francia e Nord Africa e quelli tedeschi in Norvegia (Panzer I, Panzer II e i primi modelli di Panzer III), l'inspessimento delle corazze rese il Boys completamente inutile nel ruolo di arma anticarro. Una versione accorciata fu fornita ai paracadutisti e vide uso in Tunisia, dove si dimostrò totalmente inefficace a causa della velocità del proiettile ridotta dall'accorciamento della canna. Altra limitazione erano dimensioni e peso eccessivi che rendevano il Boys scomodo da spostare e posizionare.
La reputazione del Boys dopo la Battaglia di Francia era talmente scarsa che il governo canadese commissionò alla Disney un filmato di addestramento intitolato Stop that Tank! (1942) per contrastare la pessima reputazione che l'arma si era guadagnata sul campo. Nel filmato Letter from Camp Borden (1941) un sergente canadese viene mostrato mentre illustra alle reclute dubbiose i "pregi" del Boys Mk. I.
Ciononostante, nel teatro europeo l'arma venne rapidamente soppiantata dal PIAT nel 1943, utilizzato per la prima volta durante l'Operazione Husky in Sicilia. Il Boys rimase comunque in servizio per la sua efficacia contro nidi di mitragliatrice e veicoli leggeri, finché la facile reperibilità di mitragliatrici M2 americane non lo rese definitivamente inutile per qualsiasi ruolo. Usando munizioni perforanti (AP) o perforanti incendiarie (API), la M2 aveva la stessa capacità di penetrazione del Boys e poteva essere usata anche in ruoli antiaerei (il Boys è troppo lungo per poter mirare verso l'alto in maniera efficace). Una rivista specifica sul .50 BMG del periodo bellico spiega come tutte le varianti (AP, API e APIT) dovevano essere in grado di penetrare completamente (uscendo quindi dall'altro lato) una piastra da 22,23 mm di acciaio temprato a 100 iarde (91 m) di distanza. Come unico svantaggio sul Boys la M2 non era trasportabile (con i suoi 38 kg di peso) né operabile senza un supporto.
Il Boys era un'arma standard nell'armamento delle forze del Commonwealth che tentarono di arrestare l'avanzata giapponese nel Pacifico. A Milne Bay l'arma diede nuovamente prova della sua inefficacia, persino contro i mediocri carri giapponesi. Stesso discorso vale per la Malesia, sebbene ci siano testimonianze di alcuni carri messi fuori uso dal 14º Reggimento Punjabi. Durante la Battaglia di Singapore il Boys fu usato prevalentemente per colpire bersagli dietro ai ripari piuttosto che nell'uso per cui era stato pensato inizialmente.
Il corpo dei Marines statunitense acquistò alcuni Boys dai canadesi subito prima dell'attacco a Pearl Harbor. Gli americani usarono il fucile unicamente come arma anti-postazione. Durante la Guerra di Corea, sempre il corpo dei Marines prese in prestito alcuni Boys dai canadesi e, dopo averne rinforzato le meccaniche, li equipaggiò con dei mirini telescopici. L'idea era quella di usarli come fucili di precisione a lungo raggio, impiegando dei proiettili .50 BMG con il doppio della carica standard. La gittata di queste armi era superiore ai 2.000 m.
Il fucile Boys vide un discreto uso anche in mano ai cinesi durante la seconda guerra sino-giapponese sia in Cina che in Birmania. L'esercito filippino impiegò l'arma contro l'occupazione giapponese e nel periodo post-bellico l'arma venne schierata sul campo dal Corpo di spedizione filippino (PEFTOK) durante la Guerra di Corea.
Nel settembre 1965, alcuni militanti dell'IRA attaccarono a colpi di Boys il pattugliatore inglese HMS Brave Borderer, danneggiandone una turbina durante una visita a Waterford.

## Utilizzatori
- Regno Unito
- Australia
- Canada
- Taiwan
- Malaysia
- Repubblica Democratica del Congo
- Finlandia
- Francia[8]
- Germania Nazista: esemplari catturati e reintrodotti in servizio con la denominazione 13.9-mm Panzerabwehrbüchse 782(e)[15]
- Grecia
- Regno d'Italia[16]
- Irlanda
- Lussemburgo
- Nuova Zelanda
- Filippine
- Unione Sovietica[17]
- Stati Uniti[15]